# Manfred Michel (Politiker)

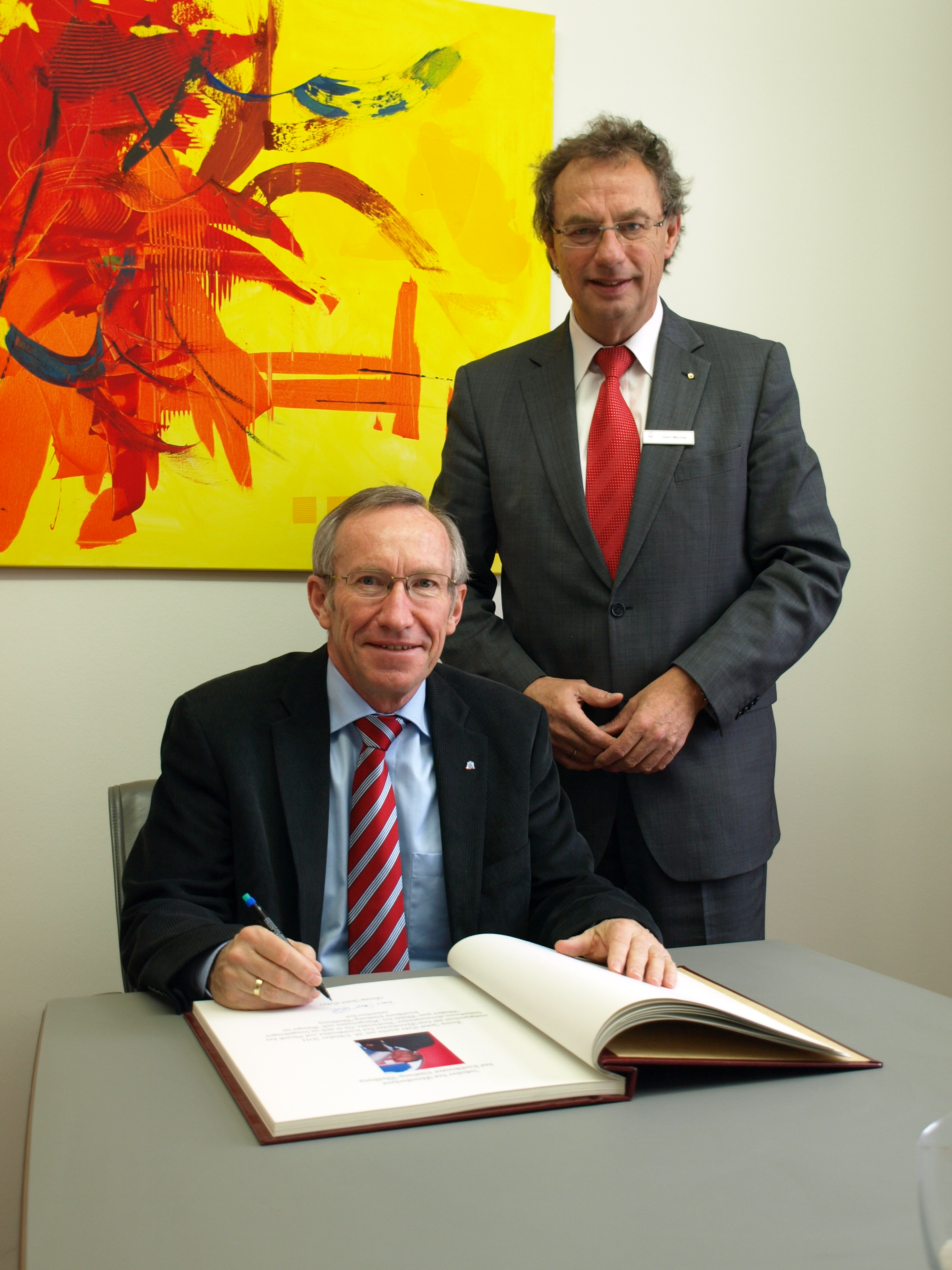
Manfred Michel (rechts) mit Franz-Josef Sehr im Januar 2012

Manfred Michel (* 23. Februar 1953 in Elz) ist ein deutscher Politiker (CDU) und war von Januar 2007 bis zum 31. Dezember 2018 Landrat des Landkreises Limburg-Weilburg.

## Leben
Michel studierte Architektur an der Fachhochschule Wiesbaden und machte im Jahr 1978 seinen Abschluss als Diplom-Ingenieur. Im Anschluss arbeitete er in der Zeit von 1978 bis März 2000 im Hessischen Staatsbauamt in Wiesbaden und war ab 1988 als Projektleiter im Bereich Projektsteuerung tätig.
Michel wurde im Jahr 1970 Mitglied der Jungen Union Elz. Seit 1981 ist er Mitglied der CDU. Als solches war er von 1981 bis 1989 Mitglied der Gemeindevertretung der Gemeinde Elz und fungierte von 1985 bis 1989 als stellvertretender Vorsitzender der dortigen CDU-Fraktion. Von 1989 bis Februar 2000 war er Mitglied des Elzer Gemeindevorstandes. In dieser Zeit war er ab 1997 Erster Beigeordneter. Von 1996 bis Februar 2000 gehörte Michel der CDU-Kreistagsfraktion im Landkreis Limburg-Weilburg an.
Michel wechselte beruflich nun vollständig in die Politik und war von März 2000 bis Dezember 2006 Erster Kreisbeigeordneter des Landkreises Limburg-Weilburg. Am 26. November 2006 wurde er als Nachfolger von Manfred Fluck zum Landrat des Landkreises gewählt und trat sein Amt im Januar 2007 an. Im September 2012 erfolgte seine Wiederwahl. Seine Amtszeit endete am 31. Dezember 2018. Er stellte sich aus Altersgründen keiner weiteren Wiederwahl. Zu seinem Nachfolger wurde Michael Köberle (CDU) gewählt.
Landrat Manfred Michel war Vorsitzender des Aufsichtsrats der beiden kreisangehörigen Kreissparkassen Limburg und Weilburg. Außerdem führte er seit ihrer Gründung am 6. November 2007 die von ihm initiierte Sparkassen-Stiftung Limburg-Weilburg bis zum 31. Dezember 2018 als Vorsitzender des Stiftungsvorstands an.
Manfred Michel ist seit 1975 mit seiner Frau Sigrun verheiratet und hat zwei Söhne.

## Ehrungen
- 2006: Florian-Medaille der Hessischen Jugendfeuerwehr in Silber
- 2012: Deutsche Feuerwehr-Ehrenmedaille des Deutschen Feuerwehrverbandes
- 2018: Hessischer Verdienstorden[4]
- 2019: Ehrenbecher des Landkreises Limburg-Weilburg